# Мильпильяс-де-Альенде
Мильпильяс-де-Алье́нде (исп. Milpillas de Allende) — населённый пункт и муниципалитет в Мексике, входит в штат Сакатекас. Население 606 человек.